# برایان هالگلند
برایان هالگلند (انگلیسی: Brian Helgeland؛ زادهٔ ۱۷ ژانویهٔ ۱۹۶۱) یک فیلم‌نامه‌نویس، تهیه‌کننده و کارگردان اهل ایالات متحده آمریکا است. وی از سال ۱۹۸۸ میلادی تاکنون مشغول فعالیت بوده‌است.
وی برنده جایزه اسکار بهترین فیلم‌نامه اقتباسی به همراه کرتیس هنسن برای فیلم محرمانه لس‌آنجلس در سال ۱۹۹۷ شده‌است.

## فیلم‌شناسی
- کابوس در خیابان الم ۴: استاد رؤیایی (۱۹۸۸-فیلم‌نامه‌نویس)
- آدم‌کش‌ها (۱۹۹۵-فیلم‌نامه‌نویس)
- محرمانه لس آنجلس (۱۹۹۷-فیلم‌نامه‌نویس)
- تقاص (۱۹۹۹-فیلم‌نامه‌نویس)
- داستان یک شوالیه (۲۰۰۱-کارگردان، فیلم‌نامه‌نویس و تهیه‌کننده)
- رودخانه مرموز (۲۰۰۳-فیلم‌نامه‌نویس)
- فرمان (۲۰۰۳-کارگردان، فیلم‌نامه‌نویس و تهیه‌کننده)
- مردی در آتش (۲۰۰۴-فیلم‌نامه‌نویس)
- ۱۲۳ (۲۰۰۹-فیلم‌نامه‌نویس)
- منطقه سبز (۲۰۱۰-فیلم‌نامه‌نویس)
- رابین هود (۲۰۱۰-فیلم‌نامه‌نویس)
- ۴۲ (۲۰۱۳-کارگردان و فیلم‌نامه‌نویس)
- افسانه (۲۰۱۵-کارگردان و فیلم‌نامه‌نویس)
- محرمانه اسپنسر (۲۰۲۰-فیلم‌نامه‌نویس)

## جوایز
- برنده جایزه اسکار بهترین فیلم‌نامه اقتباسی برای فیلم محرمانه لس آنجلس
- کاندیدای جایزه بفتا بهترین فیلم‌نامه اقتباسی برای فیلم محرمانه لس آنجلس
- کاندیدای جایزه گلدن گلوب بهترین فیلم‌نامه برای فیلم محرمانه لس آنجلس
- برنده جایزه انجمن منتقدان فیلم بوستون بهترین فیلم‌نامه برای فیلم محرمانه لس آنجلس
- برنده جایزه انجمن منتقدان فیلم شیکاگو بهترین فیلم‌نامه برای فیلم محرمانه لس آنجلس
- برنده جایزه انجمن نویسندگان آمریکا بهترین فیلم‌نامه اقتباسی برای فیلم محرمانه لس آنجلس
- برنده جایزه ستلایت بهترین فیلم‌نامه اقتباسی برای فیلم محرمانه لس آنجلس
- برنده جایزه انجمن منتقدان فیلم سن دیگو برای فیلم محرمانه لس آنجلس
- کاندیدای جایزه اسکار بهترین فیلم‌نامه اقتباسی برای فیلم رودخانه مرموز
- کاندیدای جایزه بفتا بهترین فیلم‌نامه اقتباسی برای فیلم رودخانه مرموز
- کاندیدای جایزه گلدن گلوب بهترین فیلم‌نامه برای فیلم رودخانه مرموز
- برنده جایزه ستلایت بهترین فیلم‌نامه اقتباسی برای فیلم رودخانه مرموز